# Agdistis americana
Agdistis americana là một loài bướm đêm thuộc họ Pterophoridae. Nó được tìm thấy ở miền tây Bắc Mỹ, bao gồm California.